# 아키달리아 평원
아키달리아 평원(Acidalia Planitia)은 49.8°N 339.3°E를 중심으로 매리너 계곡 북쪽의 타르시스 화산 지역과 아라비아 테라(Arabia Terra) 사이의 화성 평야이다. 이 평야에는 분화구가 많은 고지대 지형과 접해 있는 유명한 시도니아 지역이 있다.
이 평원의 이름은 조반니 스키아파렐리의 지도에서 해당 반사율 지형을 따서 명명되었으며, 이 이름은 아키달리아(Acidalia)의 신화적인 분수의 이름을 따서 명명되었다. 아키달리아 평원의 일부 장소는 일부 연구자들이 진흙 화산이라고 제안한 원뿔을 보여준다. 과학계는 고대 바다가 평원과 북부 저지대의 다른 부분에 존재했는지 여부에 대해 분열되어 있다.